# Tunceli

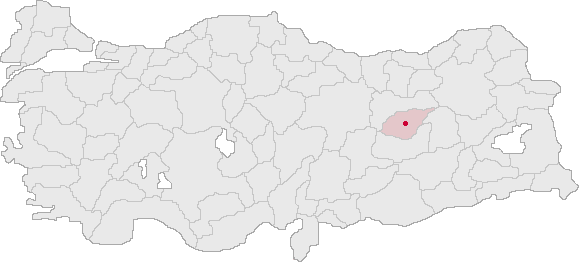
Współczesna turecka prowincja Tunceli

Tunceli (dawniej Dersim) – miasto we wschodniej Turcji, centrum administracyjne prowincji o tej samej nazwie.

## Demografia
Według danych na rok 2000 miasto zamieszkiwało 25 041 osób, a według danych na rok 2004 całą prowincję ok. 82 000 osób. Gęstość zaludnienia w prowincji wynosiła ok. 11 osób na km².
W 2021 miasto zamieszkiwało  35 161 osób.

## Historia
W wyborach samorządowych, które odbyły się 31 marca 2019, na burmistrza wybrano Fatiha Mehmeta Maçoğlu. Jest on pierwszym burmistrzem Tunceli z ramienia Komunistycznej Partii Turcji.

### Masakra w Dersim
W latach 1937–38 prowincja była miejscem masakry ludności cywilnej. Ofiarami armii tureckiej padło od kilkunastu (wersja oficjalna) do nawet 80 tys. alewickich Kurdów.